# NGC 3911
NGC 3911 é uma galáxia espiral barrada (SBbc) localizada na direcção da constelação de Leo. Possui uma declinação de +24° 55' 13" e uma ascensão recta de 11 horas, 50 minutos e 05,9 segundos.
A galáxia NGC 3911 foi descoberta em 10 de Abril de 1785 por William Herschel.